# Eugenia arayan
Eugenia arayan är en myrtenväxtart som beskrevs av Berthold Carl Seemann. Eugenia arayan ingår i släktet Eugenia och familjen myrtenväxter.
Artens utbredningsområde är Colombia. Inga underarter finns listade i Catalogue of Life.